# Contea di Alpena
La contea di Alpena, in inglese Alpena County, è una contea dello Stato del Michigan, negli Stati Uniti. La popolazione al censimento del 2000 era di 31 314 abitanti. Il capoluogo di contea è Alpena.